# 舍尼茨湖

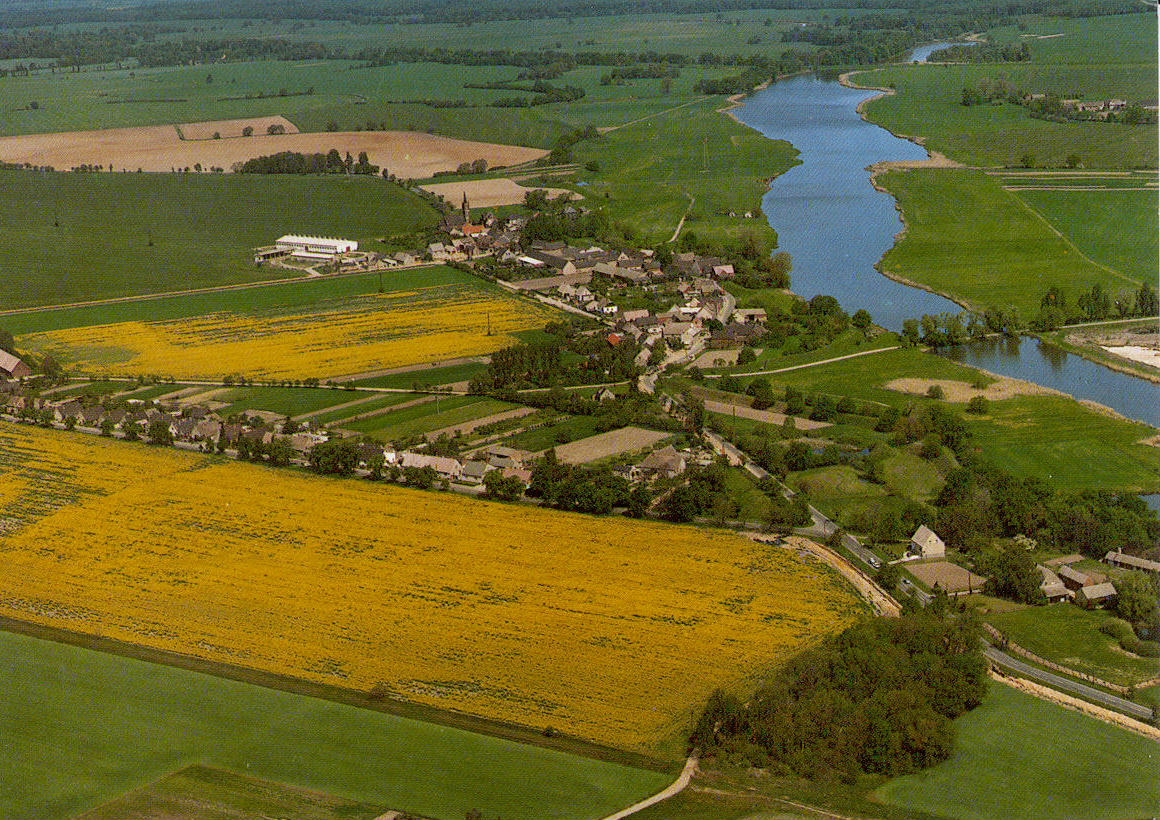

51°49′44″N 12°27′55.9″E / 51.82889°N 12.465528°E
舍尼茨湖（德語：Schönitzer See），是德國的湖泊，位於該國東北部，由薩克森-安哈爾特州負責管轄，處於奧拉寧鮑姆-沃利茨，長4公里、寬0.1公里，面積1.5平方公里，海拔高度62米，平均水深2米，最大水深4米，湖岸線長度10公里。